# Elisabeth Vinzenz Verbund
Der Elisabeth Vinzenz Verbund ist eine im Jahr 2013 gegründete überregionale deutsche katholische Trägergesellschaft von Krankenhäusern, Pflegeeinrichtungen und Ausbildungsstätten, die am 1. Januar 2014 ihren Betrieb aufnahm. Mit aktuell elf Krankenhäusern in fünf Bundesländern, etwa 3.500 Klinikbetten und über 10.000 Beschäftigten zählt der Verbund zu den größten katholischen Krankenhausträgern in Deutschland. Patrone der Organisation sind Elisabeth von Thüringen und Vinzenz von Paul.

## Organisation
Gesellschafter der zentralen Holding-Gesellschaft sind die Katholische Wohltätigkeitsanstalt zur heiligen Elisabeth Reinbek (KWA) und die Kirchliche Stiftung St. Bernward Hildesheim. Geschäftsführer des Verbundes sind Tobias Dreißigacker und Sven Ulrich Langner.
Ein Aufsichtsrat, in dem auch Ordensschwestern der beiden Stiftungen vertreten sind, steht der Geschäftsführung beratend, begleitend und kontrollierend zur Seite. Wesentliche Rechtsgeschäfte und Maßnahmen, die beispielsweise Einfluss auf die Vermögens-, Finanz- und Ertragslage der Verbundes haben, bedürfen seiner Zustimmung.
Die einzelnen Einrichtungen der Holding werden in der Rechtsform von Gesellschaften mit beschränkter Haftung geführt.

## Einrichtungen

### Krankenhäuser
(Quelle: )

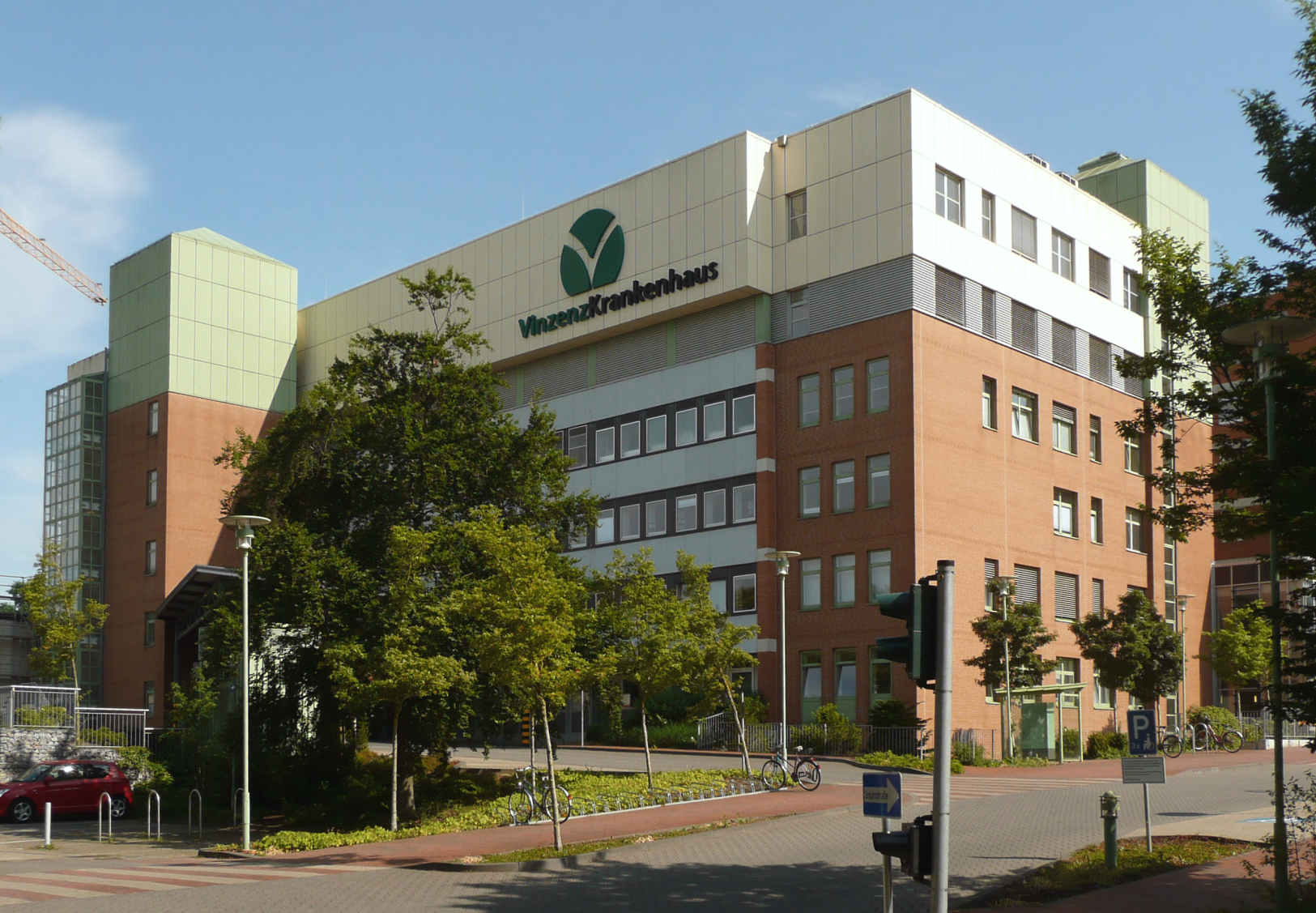
Vinzenzkrankenhaus, Hannover

- St. Joseph Krankenhaus, Berlin-Tempelhof
- Franziskus-Krankenhaus, Berlin-Tiergarten
- Krankenhaus St. Joseph-Stift, Dresden
- St. Martini Krankenhaus, Duderstadt
- Sankt Elisabeth-Krankenhaus, Eutin
- Krankenhaus St. Elisabeth und St. Barbara, Halle (Saale)
- Vinzenzkrankenhaus, Hannover
- St. Bernward Krankenhaus, Hildesheim
- Krankenhaus St. Marienstift, Magdeburg
- Krankenhaus Reinbek St.Adolf-Stift, Reinbek
- St. Elisabeth-Krankenhaus, Salzgitter

Das St. Elisabeth-Krankenhaus in Lahnstein wurde überraschend und unter großer Kritik von Politik, Gesellschaft und Kirchenvertretern Ende Februar 2024 geschlossen.
Die St. Vinzenz gGmbH Fulda (Vinzenz Gruppe Fulda) hat zum 1. Januar 2025 die Elisabeth-Krankenhaus Kassel GmbH, einschließlich deren Beteiligung an der Medizinischen Versorgungszentrum am Elisabeth-Krankenhaus Kassel gGmbH übernommen.

### Altenheim

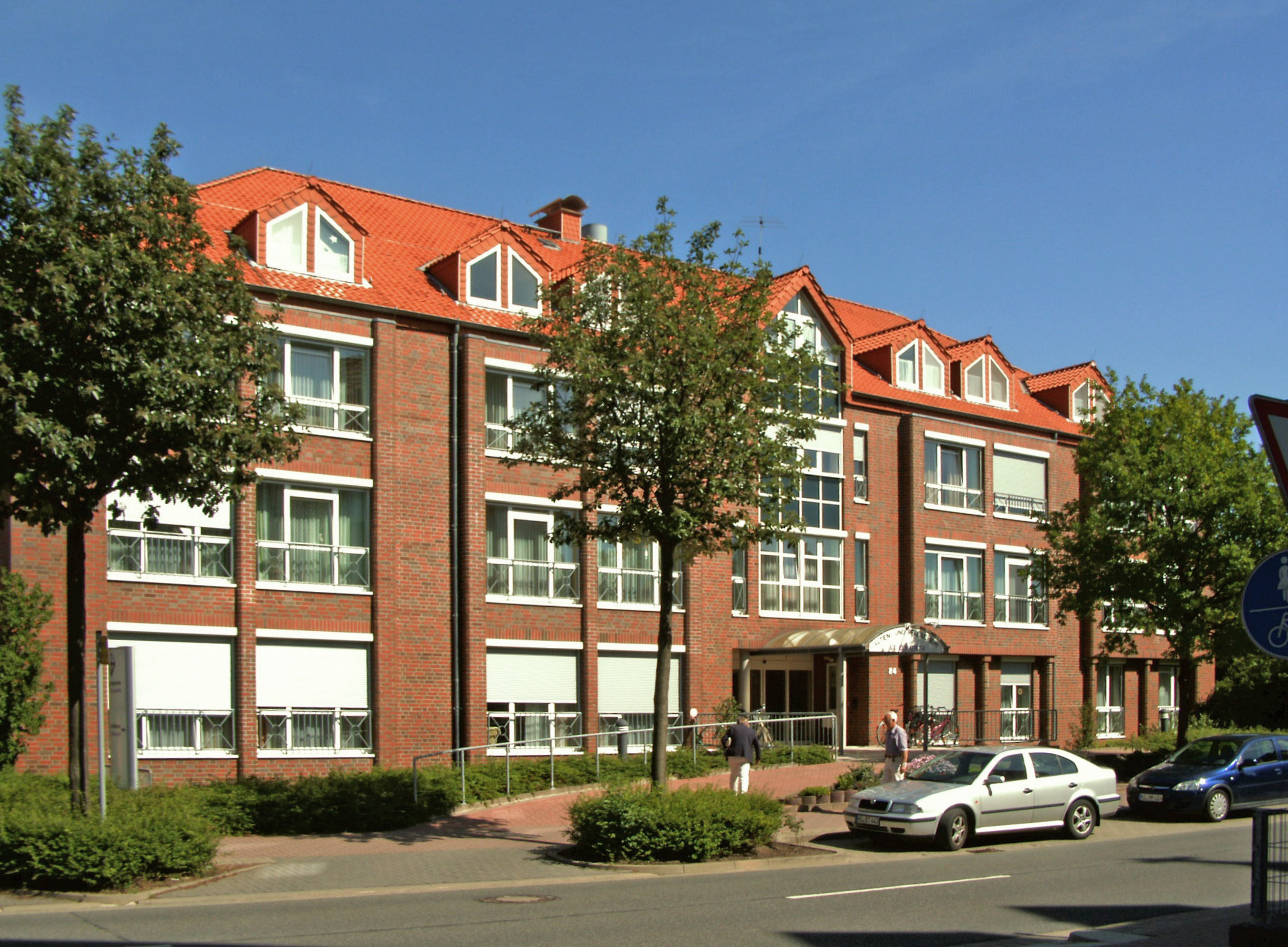
St.-Elisabeth-Altenheim, Harsum

- St. Martini, Duderstadt
- St. Elisabeth, Harsum
- St. Monika, Hannover

### Bildungseinrichtungen
(Quelle: )
- Schule für Gesundheitsberufe am St. Joseph Krankenhaus Berlin
- Berufsfachschule für Gesundheits- und Krankenpflege am St. Joseph-Stift Dresden
- Akademie für Palliativmedizin und Hospizarbeit Dresden
- Christliche Akademie für Gesundheits- und Pflegeberufe Halle gGmbH (CAGP)
- Schulzentrum am St. Bernward Krankenhaus Hildesheim
- Campus für Gesundheitsberufe am Krankenhaus St. Adolf-Stift Reinbek
- Gesundheits- und Krankenpflegeschule Hannover
- Ausbildungszentrum am St. Bernward Krankenhaus
- Elisabeth Vinzenz Institut